# Liste der Kulturdenkmale in Hennersdorf (Kamenz)
In der Liste der Kulturdenkmale in Hennersdorf sind die Kulturdenkmale des Kamenzer Ortsteils Hennersdorf verzeichnet, die bis Juli 2017 vom Landesamt für Denkmalpflege Sachsen erfasst wurden (ohne archäologische Kulturdenkmale). Die Anmerkungen sind zu beachten.

## Hennersdorf
| Bild           | Bezeichnung                                                   | Lage                                        | Datierung                  | Beschreibung | ID       |
| -------------- | ------------------------------------------------------------- | ------------------------------------------- | -------------------------- | --- | -------- |
| Weitere Bilder | Denkmal für die Opfer des Ersten Weltkrieges, mit Einfriedung | Dorfstraße (Karte)                          | Nach 1918                  | Ortsgeschichtlich von Bedeutung, Granit | 09221537 |
|                | Wegestein                                                     | Dorfstraße (nördlicher Ortsausgang) (Karte) | 19. Jahrhundert            | Verkehrsgeschichtlich von Bedeutung, Granitstele mit grob behauenem Schaft, geglättetem Kopf und flachpyramidalem Abschluss | 09304087 |
|                | Wohnhaus                                                      | Dorfstraße 1 (Karte)                        | 1. Viertel 19. Jahrhundert | Obergeschoss Fachwerk verbrettert, Krüppelwalmdach, Bausubstanz weitgehend erhalten, baugeschichtlich von Bedeutung | 09221516 |
|                | Wohnstallhaus                                                 | Dorfstraße 4 (Karte)                        | 3. Drittel 18. Jahrhundert | Obergeschoss Fachwerk verkleidet, baugeschichtlich von Bedeutung, Türgewände Granit | 09221589 |
|                | Seitengebäude und Trog eines Dreiseithofes                    | Dorfstraße 30 (Karte)                       | 3. Drittel 18. Jahrhundert | Ehemaliger Pferdestall, baugeschichtlich von Bedeutung. - Seitengebäude: Erdgeschoss massiv, Obergeschoss verbrettert - Trog: Granit. - Scheune 2011 gestrichen, einvernehmliche Entscheidung mit Landratsamt Bautzen wegen nicht ausreichender Denkmalwürdigkeit - Wohnstallhaus: stark verändert, kein Denkmal | 09221588 |
|                | Scheune                                                       | Dorfstraße 32 (Karte)                       | Ende 18. Jahrhundert       | Giebel Fachwerk, Traufseite verbrettert, baugeschichtlich von Bedeutung | 09221587 |

## Tabellenlegende
- Bild: Bild des Kulturdenkmals, ggf. zusätzlich mit einem Link zu weiteren Fotos des Kulturdenkmals im Medienarchiv Wikimedia Commons. Wenn man auf das Kamerasymbol klickt, können Fotos zu Kulturdenkmalen aus dieser Liste hochgeladen werden:
- Bezeichnung: Denkmalgeschützte Objekte und ggf. Bauwerksname des Kulturdenkmals
- Lage: Straßenname und Hausnummer oder Flurstücknummer des Kulturdenkmals. Die Grundsortierung der Liste erfolgt nach dieser Adresse. Der Link (Karte) führt zu verschiedenen Kartendiensten mit der Position des Kulturdenkmals. Fehlt dieser Link, wurden die Koordinaten noch nicht eingetragen. Sind diese bekannt, können sie über ein Tool mit einer Kartenansicht einfach nachgetragen werden. In dieser Kartenansicht sind Kulturdenkmale ohne Koordinaten mit einem roten bzw. orangen Marker dargestellt und können durch Verschieben auf die richtige Position in der Karte mit Koordinaten versehen werden. Kulturdenkmale ohne Bild sind an einem blauen bzw. roten Marker erkennbar.
- Datierung: Baubeginn, Fertigstellung, Datum der Erstnennung oder grobe zeitliche Einordnung entsprechend des Eintrags in der sächsischen Denkmaldatenbank
- Beschreibung: Kurzcharakteristik des Kulturdenkmals entsprechend des Eintrags in der sächsischen Denkmaldatenbank, ggf. ergänzt durch die dort nur selten veröffentlichten Erfassungstexte oder zusätzliche Informationen
- ID: Vom Landesamt für Denkmalpflege Sachsen vergebene, das Kulturdenkmal eindeutig identifizierende Objekt-Nummer. Der Link führt zum PDF-Denkmaldokument des Landesamtes für Denkmalpflege Sachsen. Bei ehemaligen Kulturdenkmalen können die Objektnummern unbekannt sein und deshalb fehlen bzw. die Links von aus der Datenbank entfernten Objektnummern ins Leere führen. Ein ggf. vorhandenes Icon  führt zu den Angaben des Kulturdenkmals bei Wikidata.